# پت اوکالاهان
پت اوکالاهان (انگلیسی: Pat O'Callaghan; ۲۸ ژانویهٔ ۱۹۰۶ – ۱ دسامبر ۱۹۹۱) پرتاب‌گر چکش اهل ایرلند بود.
وی در مسابقات کشوری و بین‌المللی در مجموع برندهٔ ۲ مدال طلا شده‌است.